# Welcome the Plague Year
Welcome the Plague Year to zespół screamo / hardcore z Filadelfii, USA. Zespół został założony na początku 2003 przez byłych członków Joshua Fit for Battle, Neil Perry i The Now. Po rozpadzie grupy w 2005, Jon, Chris i Larry założyli Track of Monarchs.

## Członkowie
- Larry Everett: wokal
- K.J. Pries: wokal
- Chris Smith: gitara
- James Walton: gitara
- Jon Marinari: bass
- Kevin Hardy: perkusja

## Dyskografia
- demo CD
- Welcome the Plague Year 7" (Strictly Amateur Films)
- Welcome the Plague Year CD/LP, (Turnstile Records) 24 sierpnia 2004
- split 7" z Funeral Diner (Electric Human Project) 29 czerwca 2004
- split 5" z Ampere (Clean Plate Records) 2005